# Perfil de Navarro–Frenk–White
El perfil de Navarro-Frenk-White (NFW) es una distribución espacial de la masa de la materia oscura que se ajusta a los halos de materia oscura identificados en simulaciones de N cuerpos por Julio Navarro, Carlos Frenk y Simon White.  El perfil NFW es uno de los perfiles modelo más utilizados para los halos de materia oscura.

Gráfica de los perfiles de NFW (línea continua) y de Einasto (línea discontinua)

En el perfil NFW, la densidad de la materia oscura en función del radio viene dada por:
{\displaystyle \rho (r)={\frac {\rho _{0}}{{\frac {r}{R_{s}}}\left(1~+~{\frac {r}{R_{s}}}\right)^{2}}}}
donde {\displaystyle \rho _{0}} y el "radio de escala", {\displaystyle R_{S}} , son parámetros que varían de un halo a otro.
La masa integrada dentro de un radio {\displaystyle R_{max}} es
{\displaystyle M=\int _{0}^{R_{\max }}4\pi r^{2}\rho (r)\,dr=4\pi \rho _{0}R_{s}^{3}\left[\ln \left({\frac {R_{s}+R_{\max }}{R_{s}}}\right)+{\frac {R_{s}}{R_{s}+R_{\max }}}-1\right]}
La masa total es divergente, pero a menudo es útil tomar el borde del halo como el radio virial,, que está relacionado con el "parámetro de concentración", {\displaystyle c}, y el radio de escala mediante
{\displaystyle R_{\mathrm {vir} }=cR_{s}}
(Alternativamente, se puede definir un radio en el que la densidad media dentro de este radio es {\displaystyle \Delta } veces la densidad crítica o media del universo, lo que da lugar a una relación similar: {\displaystyle R_{\Delta }=c_{\Delta }R_{s}}. El radio virial se situará entre {\displaystyle R_{200}} y {\displaystyle R_{500}} aunque los valores de {\displaystyle \Delta =1000} se utilizan en la astronomía de rayos X, por ejemplo, debido a las mayores concentraciones.) 
La masa total del halo dentro de {\displaystyle R_{vir}} es
{\displaystyle M=\int _{0}^{R_{\mathrm {vir} }}4\pi r^{2}\rho (r)\,dr=4\pi \rho _{0}R_{s}^{3}\left[\ln(1+c)-{\frac {c}{1+c}}\right].}
El valor específico de c es aproximadamente 10 o 15 para la Vía Láctea, y puede oscilar entre 4 y 40 para halos de diversos tamaños.
Esto se puede utilizar para definir un halo de materia oscura en términos de su densidad media, resolviendo la ecuación anterior para {\displaystyle \rho _{0}} y sustituyéndola en la ecuación original. Esto da como resultado 
{\displaystyle \rho (r)={\frac {\rho _{\rm {halo}}}{3A_{\rm {NFW}}\,x(c^{-1}+x)^{2}}},}
donde 
- {\displaystyle \rho _{\rm {halo}}\equiv M{\biggr /}\left({\frac {4}{3}}\pi R_{\rm {vir}}^{3}\right)} es la densidad media del halo
- {\displaystyle A_{\rm {NFW}}=\left[\ln(1+c)-{\frac {c}{1+c}}\right]} es un resultado del cálculo de la masa y
- {\displaystyle x=r/R_{\rm {vir}}} es la distancia escalada con respecto al radio virial (y, por lo tanto, es una cantidad adimensional)

### Momentos de orden más alto
La integral de la densidad cuadrada es
{\displaystyle \int _{0}^{R_{\max }}4\pi r^{2}\rho (r)^{2}\,dr={\frac {4\pi }{3}}R_{s}^{3}\rho _{0}^{2}\left[1-{\frac {R_{s}^{3}}{(R_{s}+R_{\max })^{3}}}\right]}
por lo que la densidad cuadrática media dentro de {\displaystyle R_{\mathrm {max} }} es
{\displaystyle \langle \rho ^{2}\rangle _{R_{\max }}={\frac {R_{s}^{3}\rho _{0}^{2}}{R_{\max }^{3}}}\left[1-{\frac {R_{s}^{3}}{(R_{s}+R_{\max })^{3}}}\right]}
que para el radio virial se simplifica de la siguiente forma
{\displaystyle \langle \rho ^{2}\rangle _{R_{\mathrm {vir} }}={\frac {\rho _{0}^{2}}{c^{3}}}\left[1-{\frac {1}{(1+c)^{3}}}\right]\approx {\frac {\rho _{0}^{2}}{c^{3}}}}
y la densidad cuadrática media dentro del radio es simplemente
{\displaystyle \langle \rho ^{2}\rangle _{R_{s}}={\frac {7}{8}}\rho _{0}^{2}}

### Potencial gravitatorio
Resolviendo la ecuación de Poisson obtenemos el potencial gravitatorio
{\displaystyle \Phi (r)=-{\frac {4\pi G\rho _{0}R_{s}^{3}}{r}}\ln \left(1+{\frac {r}{R_{s}}}\right)}
con los límites {\displaystyle \lim _{r\to \infty }\Phi =0} y {\displaystyle \lim _{r\to 0}\Phi =-4\pi G\rho _{0}R_{s}^{2}}
La aceleración debida al potencial NFW es 
{\displaystyle {\overrightarrow {a}}=-{\frac {d\Phi _{\rm {NFW}}(r)}{d{\overrightarrow {r}}}}=G{\frac {M_{\rm {vir}}}{\ln {(1+c)}-c/(1+c)}}{\frac {r/(r+R_{s})-\ln {(1+r/R_{s})}}{r^{3}}}{\overrightarrow {r}}}
donde {\displaystyle M_{\rm {vir}}={\frac {4\pi }{3}}r_{\rm {vir}}^{3}200\rho _{\rm {crit}}}.

### Radio de la velocidad circular máxima
El radio de la velocidad circular máxima (al que, probablemente causando confusión, nos referimos a veces también como {\displaystyle R_{\max }}) pueded encontrarse del máximo de {\displaystyle M(r)/r}, obteniendo
{\displaystyle R_{\mathrm {circ} }^{\max }=\alpha R_{s}}
donde {\displaystyle \alpha \approx 2.16258} es la raíz positiva de 
.{\displaystyle \ln \left(1+\alpha \right)={\frac {\alpha (1+2\alpha )}{(1+\alpha )^{2}}}}
La velocidad circular máxima está también relacionada con la densidad característica y la escala de longitud del perfil NFW:
{\displaystyle V_{\mathrm {circ} }^{\max }\approx 1.64R_{s}{\sqrt {G\rho _{s}}}}

## Simulaciones de materia oscura
En un amplio rango de masa del halo y desplazamiento al rojo, el perfil NFW se aproxima a la configuración de equilibrio de los halos de materia oscura producida en simulaciones de partículas de materia oscura sin colisiones por numerosos grupos de científicos. Antes de que la materia oscura se virialice, la distribución de la materia oscura se desvía de un perfil NFW, y se observa una subestructura significativa en las simulaciones tanto durante como después del colapso de los halos.
Se ha demostrado que los modelos alternativos, en particular el perfil de Einasto, representan los perfiles de materia oscura de los halos simulados tan bien o mejor que el perfil NFW al incluir un tercer parámetro adicional. El perfil de Einasto tiene una pendiente central finita (cero), a diferencia del perfil NFW que tiene una densidad central divergente (infinita). Debido a la limitada resolución de las simulaciones de N cuerpos, aún no se sabe qué modelo proporciona la mejor descripción de las densidades centrales de los halos de materia oscura simulados.
Las simulaciones que asumen diferentes condiciones cosmológicas iniciales producen poblaciones de halo en las que los dos parámetros del perfil NFW siguen diferentes relaciones de concentración de masa, dependiendo de propiedades cosmológicas como la densidad del universo y la naturaleza del proceso muy temprano que creó toda la estructura. Por tanto, las mediciones observacionales de esta relación ofrecen una vía para restringir estas propiedades.

## Observaciones de halos
Los perfiles de densidad de la materia oscura de los cúmulos de galaxias masivos pueden medirse directamente mediante lentes gravitacionales y coinciden con los perfiles de NFW predichos para cosmologías con los parámetros inferidos a partir de otros datos. En el caso de los halos de menor masa, las lentes gravitacionales son demasiado ruidosas como para dar resultados útiles para los objetos individuales, pero aún se pueden realizar mediciones precisas promediando los perfiles de muchos sistemas similares. Para el cuerpo principal de los halos, la concordancia con las predicciones sigue siendo buena hasta masas de halo tan pequeñas como las de los halos que rodean galaxias aisladas como la nuestra. Sin embargo, las regiones interiores de los halos están fuera del alcance de las mediciones de las lentes, y otras técnicas dan resultados que no coinciden con las predicciones de NFW para la distribución de la materia oscura dentro de las galaxias visibles que se encuentran en los centros de los halos. 
Las observaciones de las regiones interiores de galaxias brillantes como la Vía Láctea y M31 pueden ser compatibles con el perfil NFW  , pero esto está abierto a debate. El perfil de materia oscura NFW no es compatible con las observaciones de las regiones interiores de las galaxias de bajo brillo superficial, que tienen menos masa central de la prevista. Esto se conoce como el problema del núcleo cúspide o halo cúspide. Actualmente se debate si esta discrepancia es consecuencia de la naturaleza de la materia oscura, de la influencia de los procesos dinámicos durante la formación de las galaxias o de las deficiencias en la modelización dinámica de los datos observacionales.